# Esporodoquio

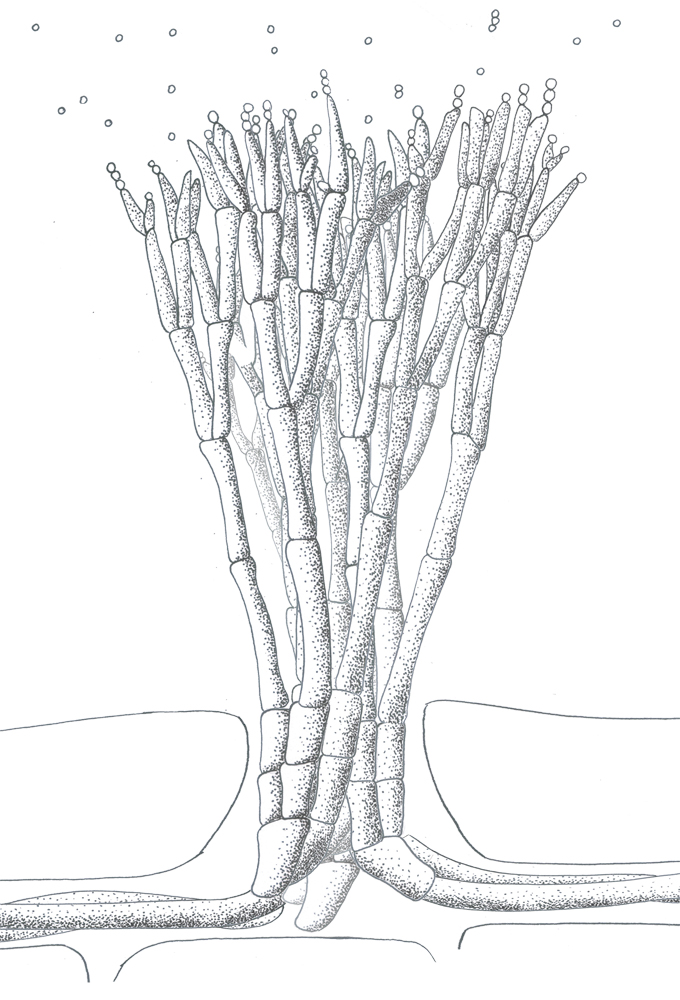
Morfología de un esporodoquio.

Un esporodoquio (del griego sporos semilla y dochium contenedor), también llamado conidioma esporodoquial, es un tipo de estructura reproductiva asexual de hongos imperfectos. Sirve como carácter taxonómico para el orden Moniliales. Aunque son numerosos los hongos mitospóricos que los presentan solo se conoce una especie de liquen, denominada Micarea adnata, en la que el micobionte produzca sus conidios en esta estructura.
Los esporodoquios aparecen sobre la superficie del micelio del hongo, que toma morfología almohadillada en la zona donde aparecen estas estructuras, como una masa apretada de conidióforos cortos, simples o ramificados, formando un grupo compacto a partir de las hifas subyacientes.
Es similar estructuralmente a los sinemas aunque en estos los conidióforos son de mayor tamaño y a los acérvulos aunque, a diferencia de estos, los esporodoquios nunca están cubiertos por la cutícula del hospedante. Sin embargo, muchas veces los hongos formadores de acérvulos presentan esporodoquios cuando son cultivados aislados por lo que muchos autores los consideran sinónimos.